# Schmuel Sackett
Schmuel Sackett (* 1961 in Middle Village (Queens), hebräisch שמואל סקט) ist ein israelischer Politiker und religiöser Zionist. Zusammen mit Mosche Feiglin ist er Gründer der Bewegungen So Arzenu und Manhigut Jehudit („Jüdische Führerschaft“); letztere bildet seit 2005 die größte Fraktion innerhalb des Likud-Zentralkomitees.

## Leben
Sackett wurde in den USA geboren und erhielt seine Ausbildung am Touro College in New York. Er gilt als einer der bekanntesten Kritiker interreligiöser Ehen, deren Auswirkung auf das Judentum er mit dem Holocaust vergleicht. Diese Position wird vom israelischen Bildungsminister Rafael Peretz unterstützt.
Sackett ist seit 1981 verheiratet und hat sechs Kinder.